# Kalophrynus
Sous-famille
Genre
Kalophrynus, unique genre de la sous-famille des Kalophryninae, est un genre d'amphibiens de la famille des Microhylidae.

## Répartition
Les 25 espèces de ce genre se rencontrent du Sud de la République populaire de Chine à Java et aux Philippines, ainsi qu'à Assam en Inde.

## Liste des espèces
Selon Amphibian Species of the World (30 septembre 2015) :
- Kalophrynus anya Zug, 2015
- Kalophrynus baluensis Kiew, 1984
- Kalophrynus barioensis Matsui & Nishikawa, 2011
- Kalophrynus bunguranus (Günther, 1895)
- Kalophrynus calciphilus Dehling, 2011
- Kalophrynus cryptophonus Vassilieva, Galoyan, Gogoleva & Poyarkov, 2014
- Kalophrynus eok Das & Haas, 2003
- Kalophrynus heterochirus Boulenger, 1900
- Kalophrynus honbaensis Vassilieva, Galoyan, Gogoleva & Poyarkov, 2014
- Kalophrynus interlineatus (Blyth, 1855)
- Kalophrynus intermedius Inger, 1966
- Kalophrynus kiewi Matsui, Eto, Belabut, and Nishikawa, 2017
- Kalophrynus limbooliati Matsui, Nishikawa, Belabut, Norhayati & Yong, 2012
- Kalophrynus meizon Zug, 2015
- Kalophrynus menglienicus Yang & Su, 1980
- Kalophrynus minusculus Iskandar, 1998
- Kalophrynus nubicola Dring, 1983
- Kalophrynus orangensis Dutta, Ahmed & Das, 2000
- Kalophrynus palmatissimus Kiew, 1984
- Kalophrynus pleurostigma Tschudi, 1838
- Kalophrynus punctatus Peters, 1871
- Kalophrynus robinsoni Smith, 1922
- Kalophrynus sinensis Peters, 1867
- Kalophrynus subterrestris Inger, 1966
- Kalophrynus tiomanensis Chan, Grismer & Grismer, 2011
- Kalophrynus yongi Matsui, 2009

## Publications originales
- Mivart, 1869 : On the Classification of the Anurous Batrachians. Proceedings of the Zoological Society of London, vol. 1869, p. 280-295 (texte intégral).
- Tschudi, 1838 : Classification der Batrachier, mit Berucksichtigung der fossilen Thiere dieser Abtheilung der Reptilien. p. 1-99 (texte intégral).